# 波多野全慶
波多野 全慶（はたの ぜんけい）は、室町時代の武将。全慶は法名。実名は時政。三河国国人。宝飯郡大沢城（愛知県豊川市御津町）城主。
時政（全慶）は、三河の有力氏族一色氏の一族である宝飯郡一色城主・一色時家の被官であったが、文明9年（1477年）に謀反を起こし、時家を滅ぼした。
明応2年（1493年）、時政は同じく時家の被官であった牧野成時と灰塚野（灰野原）で戦うも、敗死する。